# Alocerus
Alocerus is een kevergeslacht uit de familie van de boktorren (Cerambycidae). De wetenschappelijke naam van het geslacht werd voor het eerst geldig gepubliceerd in 1862 door Etienne Mulsant.

## Soorten
Alocerus omvat de volgende soorten:
- Alocerus bicolor (Distant, 1898)
- Alocerus moesiacus (Frivaldszky, 1838)
- Alocerus siculus (Sama, 1979)